# Heinrich Precht

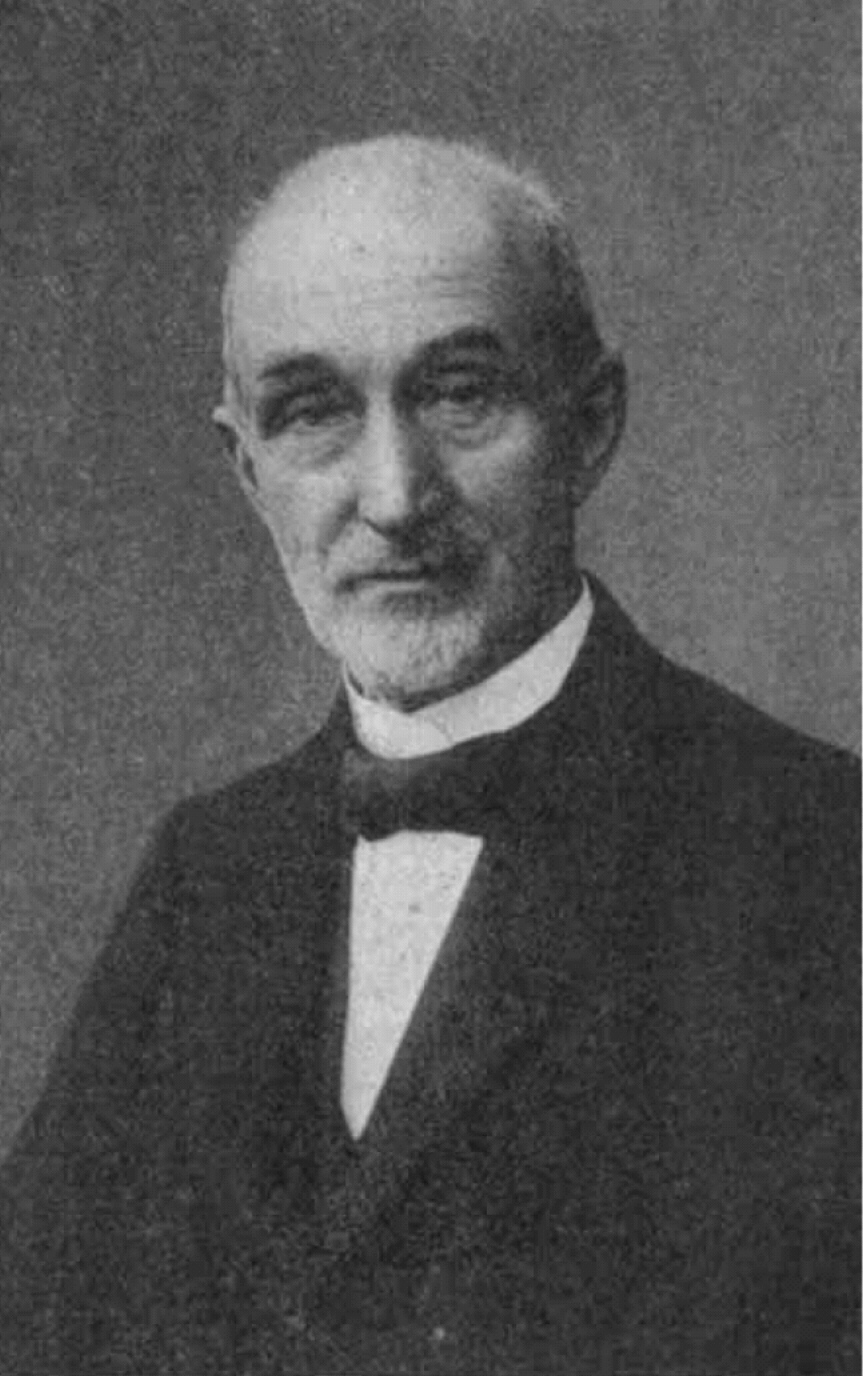
Heinrich Precht

Heinrich Precht  (Hassel, Baixa Saxônia, 6 de agosto de 1852 – Hannover, 18 de junho de 1924) foi um químico e mineralogista alemão.
Em 1908 foi eleito membro correspondente da Academia de Ciências de Göttingen.

## Obras
- Aufnahme in die DChG zu Berlin am 22. November 1875, Promotion bei Alphons Oppenheim (1833 – 16. September 1877), Friedrich-Wilhelms-Universität Berlin
- Inaug.-Dissertation Hannover 1877: Heinrich Precht, "Untersuchungen über Derivate des Acetessigäthers und der Dehydracetsäure" Hinweis der DChG, Sitzung vom 29. October 1877
- Die Salzindustrie von Staßfurt und Umgebung 1882